# كلايتون ونايت
كلايتون ونايت (بالإنجليزية: Clayton Knight)‏ هو كاتب للأطفال أمريكي، ولد في 30 مارس 1891 في روتشستر في الولايات المتحدة، وتوفي في 17 يوليو 1969.